# بخش رمچی
رمچی (به انگلیسی: Remchi District)، (به عربی: دائرة الرمشی) یک بخش در استان تلمسان در شمال غربی الجزایر می‌باشد.